# Arizona Love
Arizona Love est le vingt-troisième album de la série de bande dessinée Blueberry de Jean-Michel Charlier (scénario), Jean Giraud (dessin) et Florence Breton (couleurs). Il a été publié pour la première fois en 1990. C'est le dernier album scénarisé par Charlier, qui meurt relativement jeune (64 ans). Jean Giraud reprendra plus tard le scénario dans Mister Blueberry.

## Résumé
Alors que Chihuahua Pearl et Duke Stanton complètent une cérémonie de mariage, Blueberry l'enlève par amour. Poursuivis par un posse mené par Stanton, les deux se réfugient dans une caverne que Blueberry a précédemment installé confortablement. Blueberry montre à Chihuahua Pearl qu'il est maintenant très riche et lui raconte ses aventures. Fait nouveau pour une bande-dessinée franco-belge auparavant obligée à être pudibonde, la femme lui dit qu'il inaugure sa virginité [le fait qu'il soit blanchi totalement] par un rapt et un viol. Blueberry confirme vouloir faire l'amour avec elle, mais réfute toute idée de viol. Il lui offre une belle bague de fiançailles après une dispute où ils sont peu vêtus et lui montre sa fortune, ce qui incite celle-ci à vouloir l'épouser. Elle l'embrasse sur la bouche et ils font l'amour à son initiative.  Il lui donne sa part. Blueberry veut s'installer dans un ranch comme gentleman-farmer, sans réaliser que Chihuahua aspire à une vie plus confortable. La femme est très déçue et réalise qu'ils ne pourront jamais être un couple heureux. Elle n'en parle pas à Blueberry, pour une fois mauvais juge des motivations d'autrui. Le lendemain, elle s'enfuit donc en le dépouillant de son argent, soit 150 000 $. Plus tard dans un saloon, elle se bat avec des fiers-à-bras et s'enfuit. Par la suite, elle affronte Stanton et Traber, un tueur embauché par Stanton, mais Blueberry intervient, feignant d'être soûl. Elle croit que Blueberry a été tué en entendant un échange de coups de feu et se dit que s'il est mort, elle ne se le pardonnera jamais (seul moment où elle a de la compassion, révélant qu'elle aime bien Blueberry). Il lui reprend la moitié de la somme volée et la laisse en compagnie de Stanton, assommé. Plus tard à bord d'un train, elle est au chevet de Stanton : les deux s'entendent pour vivre à San Francisco. Elle explique à la fin de l'album que l'argent est le cadeau d'un ami (Blueberry).

## Personnages principaux
- Mike S. Blueberry : ex-lieutenant de la cavalerie des Etats-Unis, qui poursuit un amour impossible pour la belle - et dangereuse - Chihuahua Pearl[1].
- Chihuahua Pearl : aventurière à la plastique superbe et au caractère bien trempé. Elle poursuit par tous les moyens son objectif : devenir riche et indépendante[2].
- Duke Stanton : riche homme d'affaires prêt à avaler bien des couleuvres pour épouser Chihuahua Pearl et se venger d'un affront que lui a fait subir Blueberry[3].
- Traber : tueur employé par Stanton[4].

## Éditions
- Arizona Love, 1990, Alpen Publishers, 64 p.
  - Réédition en 1995 par Dargaud.  (ISBN 2-205-04299-8)